# Gunnar Plümer
Gunnar Plümer (* 2. Mai 1951 in Bremen) ist ein deutscher Kontrabassist des Modern Jazz.

## Biografie
Plümer studierte zwischen 1977 und 1979 bei Paul Breuer an der Hochschule für Musik Köln. 1980 und 1981 spielte er in der Band des amerikanischen Gitarristen John Thomas. Dann spielte er mit Christof Lauer und mit Benny Bailey. Mehr als ein Jahrzehnt bildete er ein Trio mit Wolfgang Engstfeld und Peter Weiss, das durch Randy Brecker zum Quartett ergänzt wurde („Mr. Max“, 1989; „Together“, 1991). Mit Mikesch van Grümmer spielte er dessen Barlach-Zyklus ein. Er war weiterhin Mitglied der Uli Beckerhoff Group, im Trio von Michael Sagmeister und im Quartett von Lee Konitz und Frank Wunsch. Beim JazzFest Berlin trat er 1996 im Duo mit Matthias Nadolny auf; anschließend bildete er ein Trio mit Otto Wolters und Michael Küttner. Weiterhin spielte er bei Aufnahmen und Konzerten mit Thomas Hufschmidt, Barre Phillips, Terumasa Hino, Albert Mangelsdorff. Bobo Stenson, Rainer Brüninghaus, Gary Thomas, Norma Winstone oder John Abercrombie. Er tourte mehrfach mit Kenny Wheeler und Lee Konitz, spielt im Quintett Songs and Rhythms und tritt regelmäßig mit der Skoda Workshop Band auf.
Plümer unterrichtete an der Folkwang-Hochschule Essen und langjährig bis heute an der Musikschule der Stadt Bonn. Dort ist er für die Jazzabteilung der Schule verantwortlich. Er ist Dozent bei internationalen Jazzworkshops in Deutschland, Holland, Belgien und Italien. Bereits 1988 wurde Gunnar Plümer von der Stuttgarter Zeitung als „derzeit bester deutscher Jazzbassist“ apostrophiert.